# Lepeoptheirus plotosi
Lepeoptheirus plotosi är en kräftdjursart som beskrevs av Barnard 1948. Lepeoptheirus plotosi ingår i släktet Lepeoptheirus och familjen Caligidae. Inga underarter finns listade i Catalogue of Life.